# Ternaire relatie
Een ternaire relatie, triadische, driedimensionale of drieplaatsige relatie is een relatie tussen drie elementen.
Net zoals een binaire of tweeplaatsige relatie, die een deelverzameling is van het cartesisch product A × B, is de ternaire relatie een deelverzameling van het cartesisch product A × B × C van drie verzamelingen A, B en C.
Een voorbeeld van een ternaire relatie is die van drie punten op één lijn, een relatie die in de meetkunde voorkomt.